# Meződ
Meződ je selo u središnjoj južnoj Mađarskoj.
Zauzima površinu od 10,41 km četvorni.

## Zemljopisni položaj
Nalazi se na 46° 17' sjeverne zemljopisne širine i 18° 6' istočne zemljopisne dužine, sjeverno od Mečeka, uz županijsku granicu s Tolnansku županiju, koja se pruža sjeverno i istočno od sela. Jagonak je 1,5 km sjeverno-sjeverozapadno, Dubovac je 1,5 km sjeveroistočno, Tarrós je 2 km istočno-jugoistočno, Vázsnok je 2 km jugoistočno, kotarsko sjedište Šaš je 2 km južno, Palé su 2,5 km jugozapadno, a Baranyajenő 4 km jugozapadno.

## Upravna organizacija
Upravno pripada Šaškoj mikroregiji, na sjeveru Baranjske županije. Poštanski broj je 7370. 

## Povijest
Područje je bilo naseljeno još u starom vijeku odnosno u doba starorimske države.
1475. se spominje u povijesnim spisima kao Mezeed. 
U 18. stoljeću su se doselili Nijemci i Mađari.
Selo je pripadalo obitelji  Eszterházy.

## Promet
Kilometar jugozapadno od sela prolazi željeznička prometnica.

## Stanovništvo
Meződ ima 149 stanovnika (2001.). Mađari su većina, a Roma je 3%. Skoro 80% sela su rimokatolici, a 3% je kalvinista.

## Vanjske poveznice
- Meződ na fallingrain.com